# Прокопичева, Анастасия Михайловна
Анастасия Михайловна Прокопичева (1899 — 10 июня 1918) — коммунистка, одна из первых революционерок города Петропавловска, член первого городского Совдепа. Казнена в 1918 году.
Установленный в 1966 году в Петропавловске памятник Насте Прокопичевой, известный как «девушка с букетом» или «девушка с незабудками», стал главной достопримечательностью города и любимым памятником горожан.

## Биография
Родилась в 1899 году в Симбирске, была второй из шести детей в семье торгового агента конторы фирмы «Зингер» Михаила Петровича Прокопичева. Мать — Мария Александровна Прокофичева была убеждённой коммунисткой и познакомила дочь с нелегальной литературой.
В 1912 году семья переехала в Петропавловск, где отец получил место. Отец, выбившийся в люди из необразованного ученика портного, не жалел средств на образование детей. В 1917 году вслед за старшей сестрой успешно закончила Петропавловскую женскую гимназию.
В марте 1917 года мать, отец и дочь вступили в только что организованную В. И. Дубыниным городскую партийную организацию РСДРП.
В ноябре 1917 года 18-летняя Настя вошла в состав местного Совета от городской большевистской организации (была одной из семи женщин Совета состоящего из сорока членов). Отвечала за работу с молодёжью. С мая 1918 года — комиссар хозяйственно-строительного отдела. Принимала активное участие в работе реквизиционной комиссии. Агитатор — вела работу в базарной толчее среди женщин, развевая нелепые вздоры о большевиках и провокационные слухи.
31 мая 1918 года во время белочешского мятежа направилась в здание Совета для уничтожения документов, но была там застигнута белогвардейцами: «офицер, увидев Настю не проговорил, прошипел „У-у, красная!…“ и выхватил из ножен саблю. Нанести удар он не успел. Настя выстрелила в упор.» — выстрелом в упор убила офицера. Нападавшим оказался командир взвода тайной организации В. И. Волкова хорунжий Пересыпкин.

### Суд и казнь
Арестована 1 июня 1918 года. Содержалась в Белой тюрьме. В чём именно её обвинили при вынесении приговора, источники не указывают.

Очнулась в камере. Рядом стонали женщины. Особенно сильно была избита Настя. Весь затылок у неё был разбит, роскошные длинные волосы спутались и перемешались с кровью.— Дарья Филипповна Дубынина, жена председателя содепа И.В.Дубынина, содержавшейся с Настей в одной камере
Расстреляна на рассвете 10 июня 1918 года в Пятом логу в числе 22-х активных советских работников.
Из показаний штабс-капитана Василия Трунова, принимавшего участие в расстреле: "Расстреливаемых разбили на две группы по одиннадцать человек. […] Они стояли в первой партии — осунувшиеся, поседевшая Калюжная и чёрная от побоев Прокофичева. В ответ на затянувшуюся паузу после отданной офицером команды Настя успела ещё крикнуть: «Стреляйте же!..».
Тела казненных родственникам не выдавали. Похоронены после освобождения города Красными 23 ноября 1918 года в братской могиле на Соборной (Октябрьской) площади.

## Память
Имя Насти Прокопичевой было присвоено Петропавловской средней школе № 4.
В 1971 году писатель Михаил Аверин написал пьесу «Настя Прокопичева».

### Памятник Насте Прокопичевой («девушка с незабудками»)
Первый памятник — небольшой бюст Насти Прокофичевой на площади у обелиска на братской могиле был установлен не позднее 1959 года.
В 1966 году был воздвигнут новый восьмиметровый памятник, также как и предыдущий, на Октябрьской площади, но в сквере напротив обелиска братской могилы.
Скульптура изображает девушку со скованными цепью руками, с букетиком незабудок, её взгляд устремлен на Пятый лог.
Автор памятника — режиссёр и самодеятельный скульптор Иван Иванович Маслов, моделью для скульптуры была его жена. Скульптура создавалась автором трижды, работа заняла три года.
После строительства в 1972 году здания театра, памятник оказался за этим зданием, и отделён от братской могилы.
Скульптура находится в запущенном состоянии, неоднократно подвергалась вандализму. Реставрация проводилась один раз в 2011 году по инициативе и за счёт местных скульпторов, после чего за памятником уход не осуществляется, табличка с памятника исчезла через месяц после реставрации, в 2016 году в отделе по охране памятников при местном Управлении культуры пояснили, что Настя теперь идеологически устаревший персонаж и за сохранность объекта они не отвечают.

### Легенда
Как с личностью Насти Прокопичевой, так и с памятником связан ряд местных легенд, например, что идя на казнь она пела Интернационал, или что автор скульптуры вложил внутрь записку Насти.
С легендой о записке связан и букет незабудок в руках скульптуры — по легенде, по дороге к месту казни Настя через знакомого конвоира передала матери букетик этих цветов со спрятанной в него запиской: «Погибаю за светлое будущее. Смерть встречу без страха» или со словами «Мама, за нас отомстят!».
Эта легенда имеет под собой ряд оснований. Сведения о записках содержатся в деле Трунова — о последних словах к родным и близким, написанных в крепости в ожидании казни, а также показания свидетеля С. Я. Малышева: «Моя жена в роковую ночь ночевала у своей сестры — жены Трунова и видела его вернувшимся с расстрела, с озверевшими, налитыми кровью глазами… Трунов привез с собой записки от расстрелянных к родственникам, читал их и хихикал над последними словами».В воспоминаниях Д. Ф. Дубыниной приведены сведения, что надзиратели передали ей букет незабудок с запиской от Насти (текст записки приведён в воспоминаниях).

## Комментарии
1. ↑  В ряде источников указана фамилия Прокофичева, но в большинстве авторитетных источников, в том числе в Большой советской энциклопедии (1973, том 11, страница 155), указана фамилия Прокопичева. При этом, на художественном маркированном конверте СССР (№ 414, 1990 год) с изображением памятника указана фамилия Прокофичева
2. ↑  Пересыпкин Алексей Тимофеевич (17 июля 1880 - 31 мая 1918). Из казаков ст. Вознесенской Петропавловского у. Произведен в офицеры за боевое отличие 1915. Хорунжий 2-го Сибирского казачьего полка. В белых войсках Восточного фронта; командир взвода тайной организации в.ст. В.И. Волкова. был с почестями похоронен на Соборной, ныне Октябрьской площади. Убит во время восстания в Петропавловске. /571/  Историк С.В. Волков. База данных «Участники Белого движения в России»
3. ↑  Дело Трунова вёл революционный трибунал весной 1920 года, рассекречено в 1990 году